# Sender Diedrichshagen
Der Sender Diedrichshagen oder Bad Doberan bzw. Dietrichshagener Berg ist eine Sendeanlage für Richtfunk, Mobilfunk, DAB+ und UKW-Hörfunk nördlich von Diedrichshagen auf dem Dietrichshagener Berg bei 54°06'23.38 N und 11°45'58.32 O. Es existieren zwei Antennenträger: ein freistehenden Stahlfachwerkturm der für Mobilfunk und Richtfunk durch Vodafone genutzt wird und ein 90 Meter hoher, abgespannter Stahlfachwerkmast der Deutsche Funkturm mit quadratischem Querschnitt. Seit dem 6. April 2022 wird von diesem Mast im DAB+ Block 11B (218,64 MHz) auch das Digitalradiopaket des NDR mit dem Regionalprogramm Rostock (Ostseestudio) ausgestrahlt.

## Geschichte
An der Stelle, wo jetzt der freistehenden Stahlfachwerkturm von Vodafone steht, befand sich die Abhöranlage ALBATROS der Hauptabteilung III (HA III) des Ministeriums für Staatssicherheit (MfS).

## Analoger Hörfunk (UKW)
Folgende Programme werden abgestrahlt:
| Frequenz (in MHz) | Programm                     | RDS PS   | Regionalisierung | ERP (in kW) | Antennendiagramm rund (ND)/gerichtet (D) | Polarisation horizontal (H)/vertikal (V) |
| ----------------- | ---------------------------- | -------- | ---------------- | ----------- | ---------------------------------------- | ---------------------------------------- |
| 94,3              | NDR 1 Mecklenburg-Vorpommern | NDR_1_MV | Rostock          | 0,2         | D                                        | H                                        |
| 103,7             | N-JOY                        | _N-JOY__ | -                | 5           | D                                        | H                                        |

## Digitaler Hörfunk (DAB/DAB+)
DAB wird in vertikaler Polarisation und im Gleichwellenbetrieb mit anderen Programmen ausgestrahlt.
| Block                     | Programme (Datendienste) | ERP (kW) | Antennen-diagrammrund (ND)/gerichtet (D) | Gleichwellennetz (SFN)                                             |
| ------------------------- | --- | -------- | ---------------------------------------- | ------------------------------------------------------------------ |
| 11B NDR MV HRO (D__00292) | DAB-Block des Norddeutschen Rundfunks- NDR 1 MV HRO (Rostock) (104 kbps) - NDR 2 MV (104 kbps) - NDR Kultur (104 kbps) - NDR Info MV (104 kbps) - N-Joy (104 kbps) - NDR Blue (104 kbps) - NDR Schlager (104 kbps) - NDR Info Spezial (104 kbps) - NDR BWS - NDR TPEG | 0,5      | D                                        | Ahrenshagen, Bad Doberan, Güstrow, Malchin, Rostock (Toitenwinkel) |